# Saint-Geniès-de-Comolas
Saint-Geniès-de-Comolas là một xã trong vùng Occitanie. Xã Saint-Geniès-de-Comolas nằm ở khu vực có độ cao trung bình 45 mét trên mực nước biển.